# Corneliu Petreanu
Corneliu Petreanu este un om de afaceri român.
A cumpărat fabricile de sticlă Stif Fălticeni, în 1996, Somvetra Gherla, în același an, urmată de Stiaz Azuga, în 1998, Stipo Dorohoi și Stitom Tomești în 1999.